# Ибрагимов, Семён Фархадович
Семён Фархадович Ибрагимов (род. 27 февраля 2003, Москва) — российский хоккеист, защитник.

## Биография
Играл в московских школах ЦСКА, «Янтарь», «Динамо», «Серебряные акулы», «Русь». В сезонах 2020/21 — 2022/23 выступал за команду МХЛ «Капитан» Ступино из системы клуба КХЛ «Сочи». В сезоне 2022/23 дебютировал в КХЛ, проведя в конце ноября — начале декабря шесть матчей. В сезоне 2023/24 сыграл 36 матчей.